# Акбастау (Толебійський район)
Акбаста́у (каз. Ақбастау) — село у складі Толебійського району Туркестанської області Казахстану. Входить до складу Кемекалганського сільського округу.
Населення — 1339 осіб (2021; 1491 у 2009, 1181 у 1999, 433 у 1989).